# Маркова пећина
Маркова пећина налази се на територији општине Књажевац на десној страни клисуре, испод врха брда Кулиње. Отвор је кружног облика, висине око 4 метра. Таваница се нагло спушта, тако да дужина окапине износи свега 5 метара. По предању, ово је пећина Марка Краљевића у којој је он често боравио. У таваници пећине постоји удубљење које је Марко „направио“ својом главом нагло се пробудивши. По дну пећине су видљиви „отисци“ његових стопала, а у унутрашњем зиду се налази удубљење у облику потковице које је „направио“ Марков коњ Шарац. Непосредно изнад пећине налази се стена у облику кревета, која се назива Марков кревет, поред кога се налази Чавчји вир, удубљење у стени које се пуни кишницом и које је по народном веровању Марко користио за купање.